# Joya (album)
Joya is het vijfde album van Will Oldham. Het is het eerste album dat hij onder zijn eigen naam uitbracht. Het album kwam in 1997 uit bij Drag City. Sommige exemplaren bevatten ook een bonus-cd: Little Joya. In 1998 kwam deze cd uit als single. Het album is vanaf 2007 beschikbaar in de iTunes Store, echter niet onder de naam Will Oldham, maar onder de naam Bonnie 'Prince' Billy.

## Nummers
Alle muziek en teksten zijn geschreven door Will Oldham. 
| 1.                 | O Let It Be                          | 3:43 |
| 2.                 | Antagonism                           | 5:18 |
| 3.                 | New Gypsy                            | 3:13 |
| 4.                 | Under What Was Oppression            | 3:05 |
| 5.                 | The Gator                            | 2:26 |
| 6.                 | Open Your Heart                      | 3:27 |
| 7.                 | Rider                                | 1:31 |
| 8.                 | Be Still and Know God (Don't Be Shy) | 3:10 |
| 9.                 | Apocolypse, No!                      | 3:44 |
| 10.                | I Am Still What I Meant to Be        | 3:51 |
| 11.                | Bolden Boke Boy                      | 3:48 |
| 12.                | Idea and Deed                        | 3:12 |
| Totale duur: 40:29 |                                      |      |

### Little Joya
| 1.                | Prologue                | 1:35 |
| 2.                | Joya                    | 4:56 |
| 3.                | Exit Music (for a Dick) | 1:12 |
| Totale duur: 7:43 |                         |      |

## Bezetting
- Will Oldham
- Bob Arellano
- Colin Gagon
- David Pajo